# Rymdlagstiftning
Rymdlagstiftning är de lagar som gäller i rymden. Lagstiftning rörande rymden initierades sedan Sovjetunionen skjutit upp Sputnik 1 år 1957.

## Internationell lag
1959 skapade FN kommittén för fredligt användande av yttre rymden (Engelska: Committee on the Peaceful Uses of Outer Space (COPUOS)). Denna har sedan hamnat under kontoret för yttre rymden, UNOOSA.
Det finns fem internationella traktat på området.
- Rymdfördraget 1967 (en: Treaty on Principles Governing the Activities of States in the Exploration and Use of Outer Space, including the Moon and Other Celestial Bodies)[1]
- Räddningsfördraget från 1968 (en: Agreement on the Rescue of Astronauts, the Return of Astronauts and the Return of Objects Launched into Outer Space).
- Skyldighetsfördraget från 1972 (en: Convention on International Liability for Damage Caused by Space Objects).
- Registreringsfördraget från 1975 (en: Convention on Registration of Objects Launched into Outer Space).
- Månfördraget från 1979 (en: Agreement Governing the Activities of States on the Moon and Other Celestial Bodies).